# 火島 (阿拉斯加州)

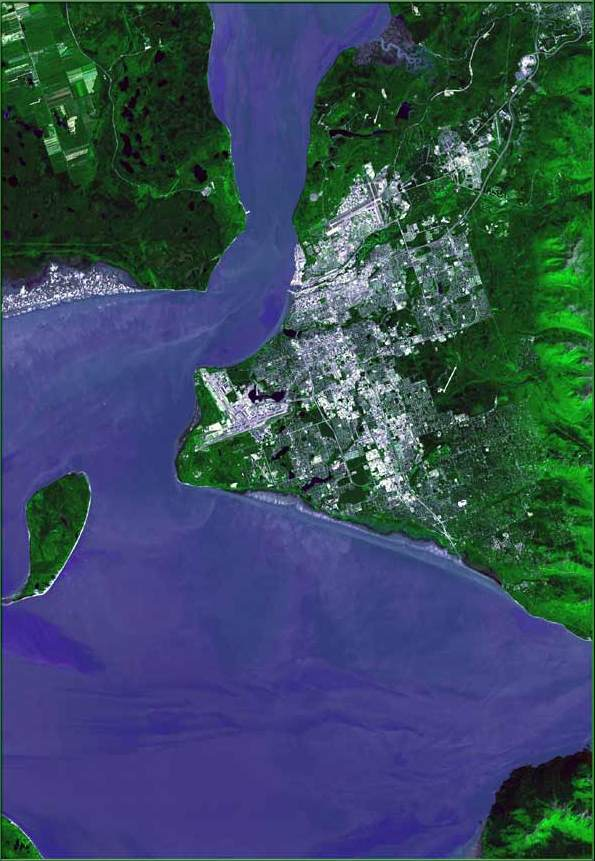
安克雷奇卫星图，火島位於左側

火島（英語：Fire Island）是一座于美國阿拉斯加州最大城市安克雷奇附近的一個島嶼，該島目前無定居人口。

## 地理
火島底層由沉积岩組成，上層来自周围潮汐的深沙和砾石沉积物堆積組成。:9–15 該島四周皆被平均为60（200英尺）高的懸崖環繞。整個島嶼的海拔高度大約在25（82英尺）至90（300英尺）之間。:3

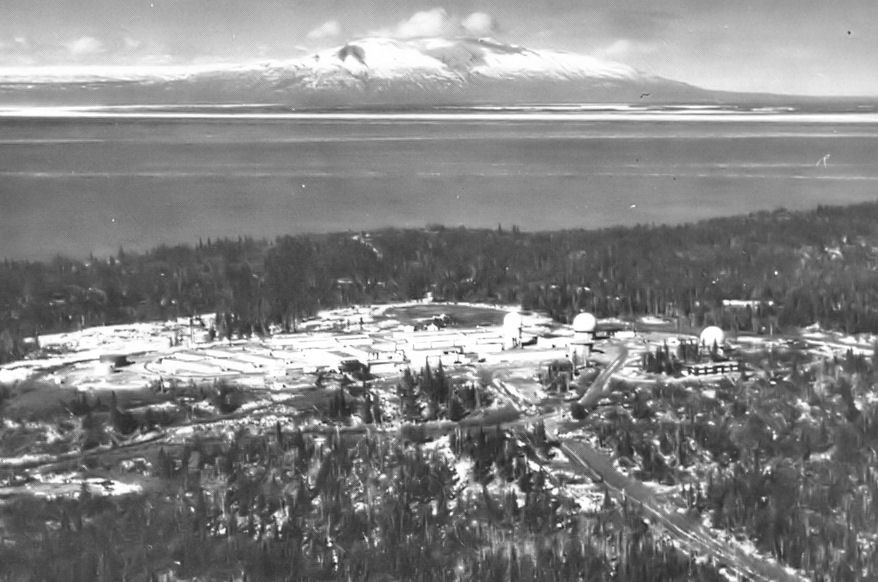
火島空軍基地

## 空軍基地
1951年9月，美國空軍第626空降控制和警告中队在该岛南端的火岛空军基地成立，駐軍200餘人。該軍在島上設立了由北美防空司令部管轄的雷達系統和勝利女神飛彈，同時兼任联邦航空管理局空中交通管制雷达和通信站点。由於該島嶼未跟安克雷奇大陸直接連結，因此物資需要從安克雷奇通過直升機運輸過來。火島的空軍基地上曾經有一條跑道，然而跑道在1964年阿拉斯加地震中被震毀。 
位於火島的空軍基地雖在1969年關閉，但直到1990年代才被徹底拆除。:2FAA的站点則持續運作直到1980年位於基奈的新雷达投入使用為止。 自从空军基地被廢棄後，该岛被提議作為其他用途，包括扩建安克雷奇港口或發展工業設施。

## 風力發電廠
目前火岛有一个风力發電廠，由CIRI的子公司「火島發電廠公司」运营，將所有發電供應給附近的安克雷奇。
该风电场是阿拉斯加中南部地區的第一个兆瓦级风电项目。 廠商表示，该装置可以為安克雷奇超過5千户家庭提供電力。

## 外部連結
- Google Map photo of the 11 wind turbines of the island （页面存档备份，存于）
- ALSAP – Fire Island AFS （页面存档备份，存于）
- Photos of the Fire Island wind farm during construction in summer 2012 （页面存档备份，存于）
- Another photo gallery of the wind farm during construction （页面存档备份，存于）